# Кавендиш (Остров Принца Эдуарда)
Кавендиш (англ. Cavendish) — неинкорпорированная сельская община в посёлке Лот 23, округ Квинс, остров Принца Эдуарда, Канада.
Основными отраслями промышленности являются туризм и сельское хозяйство. Постоянное население, живущее круглый год (а не только занятое в туристский сезон) — небольшое. В то же время Кавендиш является крупнейшим сезонным курортным районом острова Принца Эдуарда; в июле и августе население вырастает до 7500 жителей (не считая приезжающих на местный пляж и аттракционы). Здесь жила известная канадская писательница Люси Мод Монтгомери, автор «Ани из Зелёных мезонинов» (1908).

## География

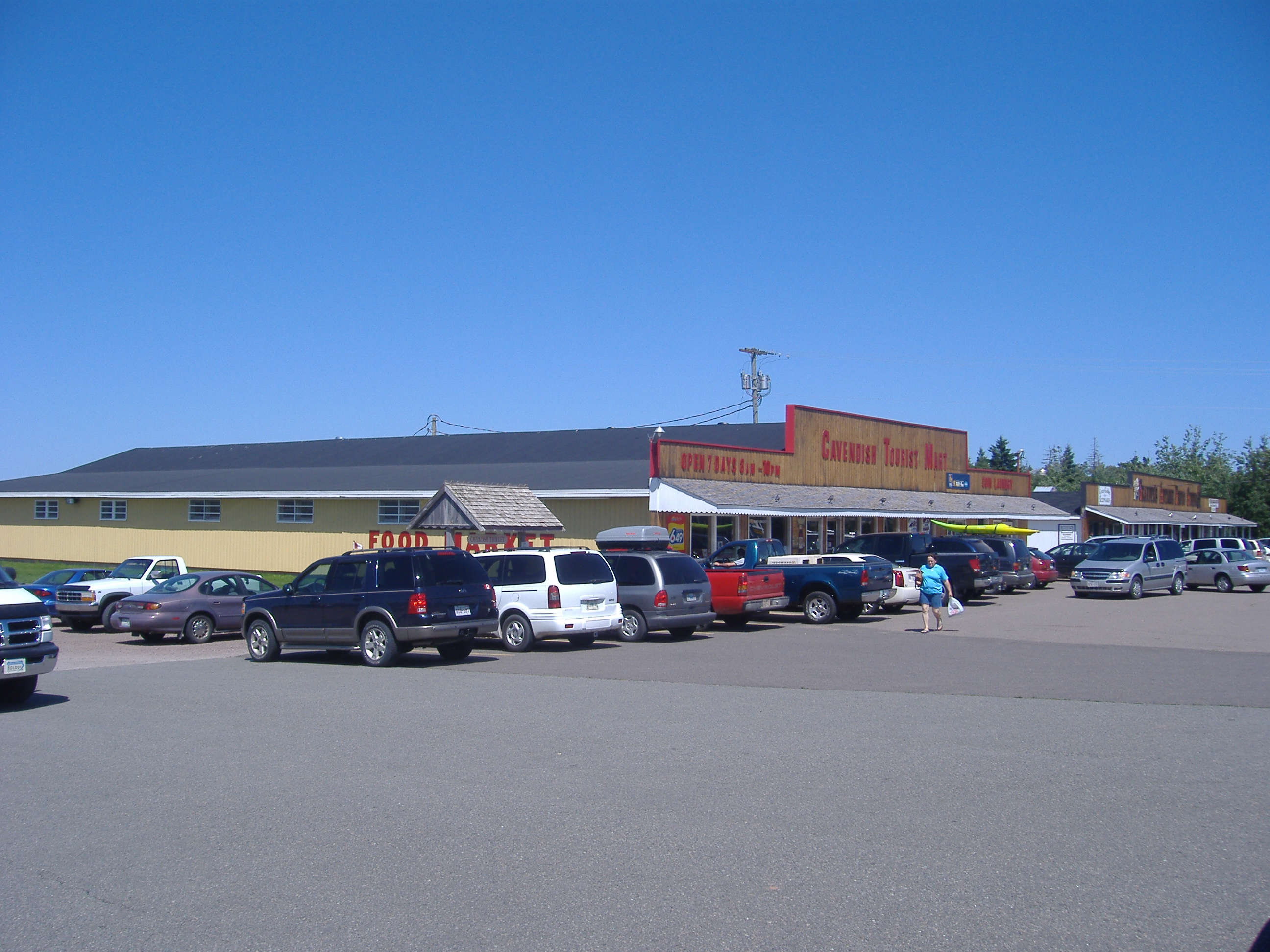
Центр города Кавендиш

Кавендиш расположен к северо-западу от Норт-Растико и к востоку от моста Стэнли в центральной части провинции на северном берегу, напротив залива Святого Лаврентия. Административно он является частью курортного муниципалитета Моста Стэнли, реки Хоуп, Бэйвью, Кавендиш и Норт-Растико.

## История
Кавендиш основан в 1790 году тремя семьями, эмигрировавшими из Шотландии — Макнил, Кларкс и Симпсон. Не имея гавани, Кавендиш был в основном небольшой фермерской общиной в течение XIX и первой половины XX веков.
Кавендиш назван в честь фельдмаршала лорда Фредерика Кавендиша (сына 3- го герцога Девонширского), полковника 34-го (Камберлендского) пехотного полка. Вероятно, его дал местный житель Уильям Винтер, бывший офицер британской армии, который назвал общину в честь своего покровителя.

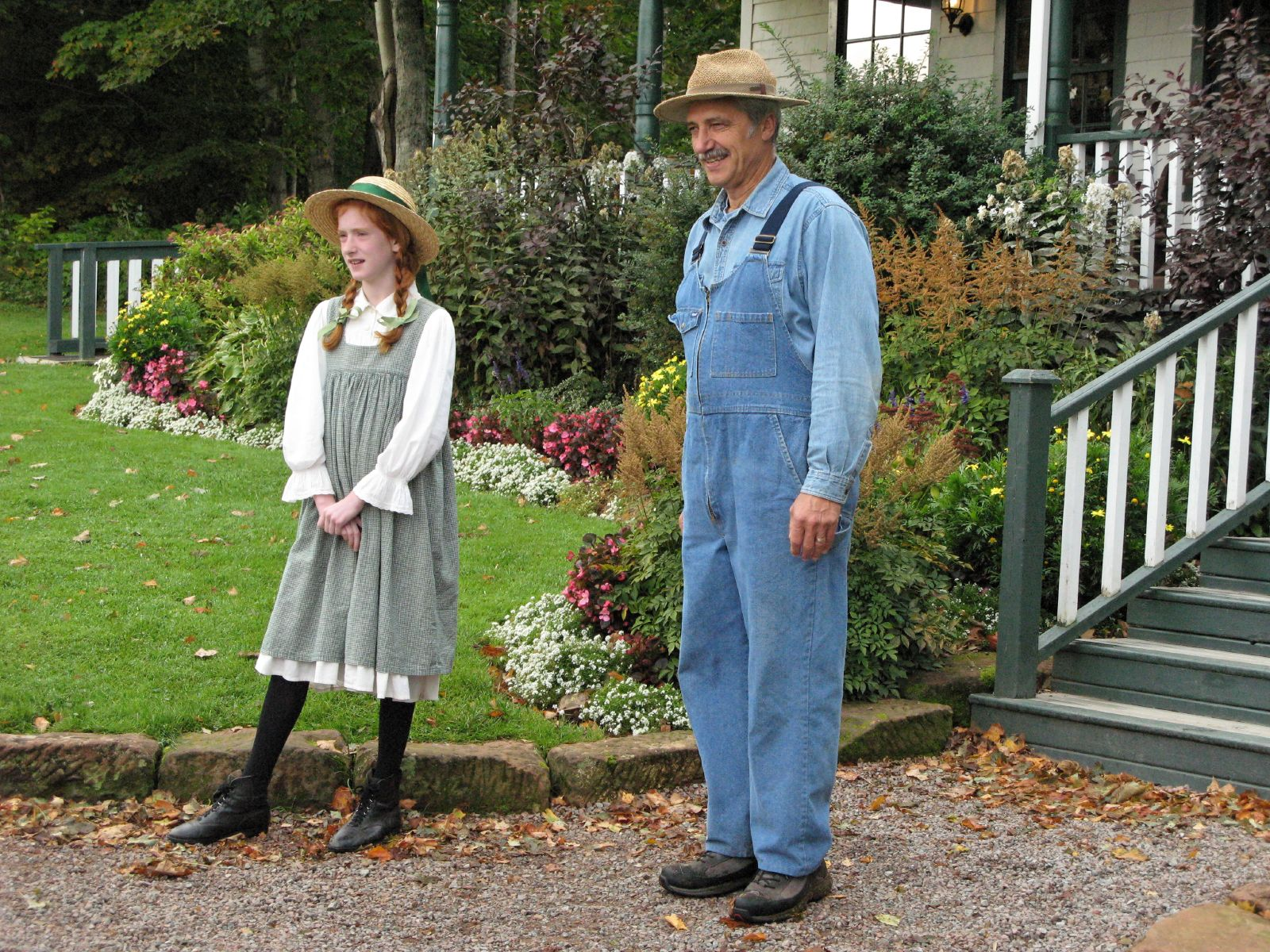
Актёры в музее «» изображают Энн Ширли и Мэтью Катберта

Писательница Люси Мод Монтгомери родилась в соседнем Нью-Лондоне в конце викторианской эпохи, а после смерти матери воспитывалась в доме бабушки и дедушки по материнской линии в Кавендише. Их дом и небольшая ферма лежали к востоку от Кавендишского пресвитерианского кладбища на пересечении Кавендиш-роуд и Конпор-лейн. Монтгомери также часто навещала своих кузенов Макнилов на их ферме «Зелёные мезонины», расположенной к западу от перекрёстка. Позже она стала работать почтмейстером в Кавендишском почтовом отделении. Жизнь Монтгомери в Кавендише произвела на неё сильное впечатление, и позже она включила большую часть своего опыта в книгу, ставшую литературным бестселлером на рубеже XX века, «Анна из Зелёных Мезонинов» и её продолжения.
До книг Монтгомери Кавендиш получил известность 22 июля 1883 года, когда на Кавендиш-Бич сел на мель и развалился трёхмачтовый корабль-клипер «Марко Поло».
После того, как критики с восторгом встретили книги Монтгомери, что совпало с ростом автомобильного туризма в Северной Америке в течение первой половины столетия, Кавендиш начал превращаться в курортное место.
В 1937 году основан национальный парк острова Принца Эдуарда вдоль 60 км береговой линии залива Святого Лаврентия в провинции — часть парка также включала ферму «Зелёные мезонины» семьи Макнил. На территории национального парка расположены также одни из самых популярных пляжей острова Принца Эдуарда, из которых наиболее известен Кавендиш-Бич. Чтобы увеличить туристическую привлекательность района, в национальном парке также соорудили 18-луночное поле для гольфа и открыли для туристов ферму «Зелёные Крыши» и дом, где в детстве жила писательница Монтгомери.
Популярность места привела к тому, что между 1950—1990 годами здесь возникли многочисленные мотели, кемпинги, парки развлечений и другие аттракционы для туристов, торговые центры, бары и рестораны. В июле и августе население посёлка возрастает до нескольких тысяч, а вместе с приезжающими туристами составляет ежесуточно несколько десятков тысяч.
В 1990 году Кавендиш вошёл в состав муниципалитета Мост Стэнли, реки Хоуп, Бэйвью, Кавендиша и Норт-Растико.

## В популярной культуре
- Cavendish — комедийный сериал CBC 2019, действие которого происходит в посёлке.